# Choc! La Friandise des Dieux / Die Süssigkeit der Götter
Choc ! La friandise des dieux (en allemand : Choc! Die Süssigkeit der Götter) est une pièce de théâtre de 2023 de Dominique Ziegler qui décrit l'histoire et les conditions de production du chocolat suisse en relation avec les thèmes du travail forcé, de l'esclavage et du colonialisme en Amérique du Sud et en Afrique, particulièrement en Côte d'Ivoire, au Ghana et au Burkina Faso.

## Description
Dominique Ziegler écrit la pièce billingue Choc ! La friandise des dieux / Die Süssigkeit der Götter sur une commande du Theater Orchester Biel Solothurn (de). Il effectue des recherches durant trois années pour écrire la pièce. La pièce révèle l'envers du décor de l'industrie du chocolat, produit de consommation populaire, et décrit ses liens étroits avec là l'histoire de l'esclavage et la colonisation de l'Amérique du Sud et de l'Afrique.
Une équipe de huit comédiens Janna Mohr, Gabriel Noah Maurer, Mbile Yang Bitang, Fidèle Baha, Jean-Alexandre Blanchet, Emmanuel Dabbous, Clovis Kasanda et Hyacinthe Brika Zougbo se relaient pour jouer les multiples rôles de la pièce présentés rapidement dans une succession de saynètes tragi-comiques. Les costumes et la mise en scène sont réalisés par Siegfried Mayer avec des murs coulissants qui se transforment au besoin en podium, silhouette de montagne ou façade de bâtiment. La pièce utilise 170 éléments de costumes dont la gestion est confiée à Anna Pacchiani. La musique est régie par Graham Broomfield. Janna Mohr et Gabriel Noah Maurer sont remplacés dans la version francophone par Camille Figuereo et Lionel Brady.

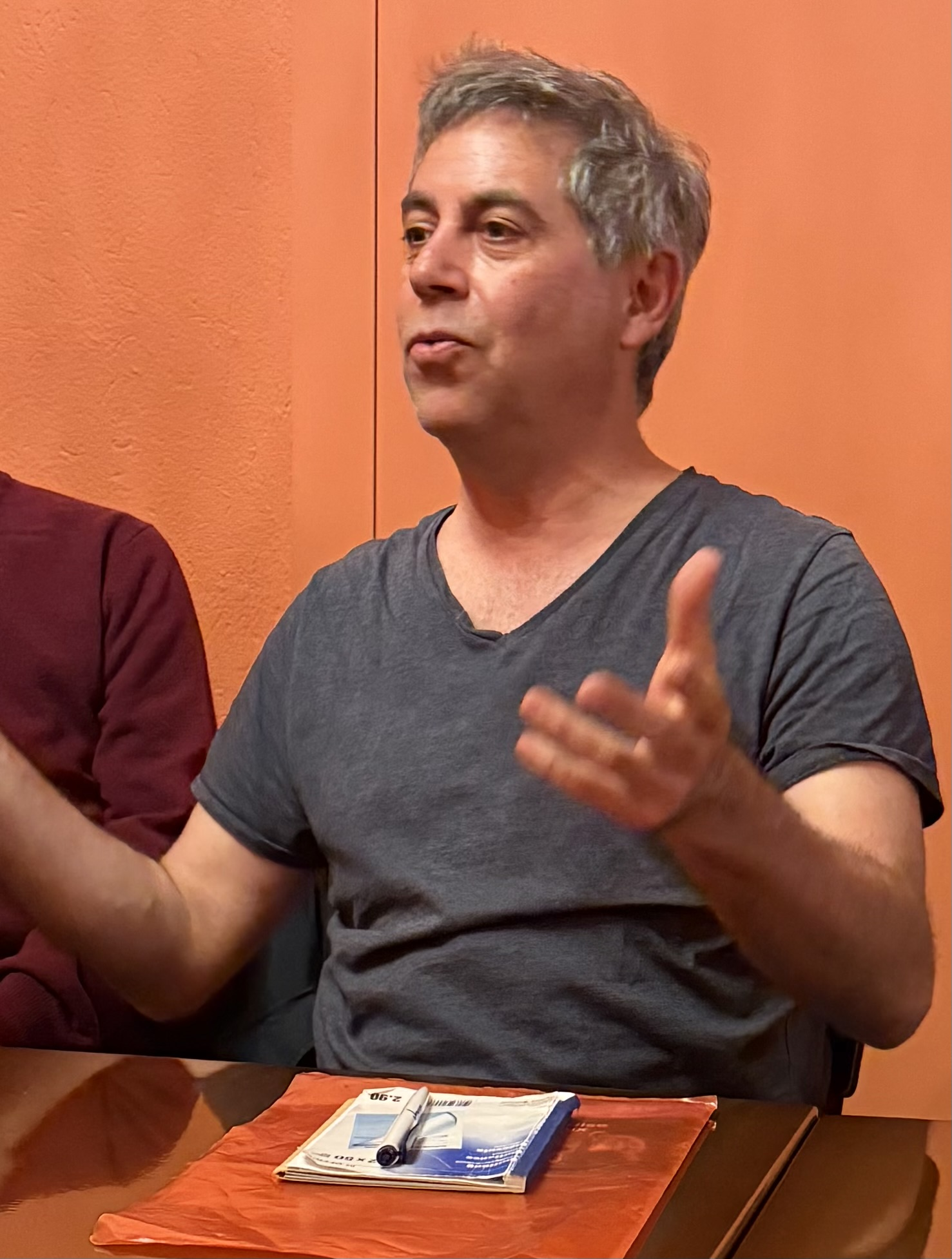
Dominique Ziegler au Grütli à Genève le 9 mai 2025.

Pendant l'entracte, le public peut goûter du chocolat issu du commerce équitable. Après une tournée en Suisse, la pièce est jouée à la Maison Grütli à Genève du 2 au 18 mai 2025.

## Résumé
Alors qu'une jeune femme et son père souhaitent visiter le musée du chocolat, célèbre pour sa fresque historique hagiographique, la caissière leur annonce que le musée est fermé, mais qu'elle peut leur montrer une exposition alternative qui leur montrera la « vraie histoire du chocolat ». Cette exposition se décline en saynètes tragi-comiques expliquant l'emploi du travail forcé et de l'esclavage dans l'exploitation économique des plantations de cacao en Amérique du Sud. Quoique la Suisse n'ait pas été une puissance coloniale, de nombreux suisses ont pris part au commerce triangulaire et ont eux-mêmes fondé des colonies, comme Jean-Pierre Pury en Caroline du Sud. 
La pièce évoque des personnages centraux pour l'histoire du chocolat et de la colonialité comme Hernán Cortés, l'esclavagiste et entrepreneur Isaak Faesch (de) qui devint gouverneur de Curaçao pour le compte de la Hollande dans les Caraïbes, Louis XIV qui chargea Colbert de rédiger le Code noir règlementant l'esclavage dans les colonies françaises, dans lequel l'article 44 désigne les esclaves africains comme des « meubles » et qui permet leur mise à mort en cas de rébellion.
La pièce évoque le déplacement des centres de production du cacao de l'Amérique du Sud à l'Afrique par le roi du Portugal pour répondre aux besoins de main d’œuvre en esclaves africains qu'il est coûteux d'exporter en Amérique, et que la révolte des esclaves en Haïti, durement réprimée par l'armée coloniale française menace en Amérique du Sud. Ainsi, la Côte d'Ivoire devient le premier centre de production de chocolat au monde. Les producteurs se syndiquent toutefois et Félix Houphouët-Boigny se fait un nom dans les syndicats avant de devenir président de la Côte d'Ivoire. Il réussit à abolir le travail forcé en apparence, mais François Mitterrand, proche de lui, manœuvre pour que la France garde la main sur la production de cacao en employant notamment des populations migrant du Burkina Faso. La révolte menée en Haute Volta par Thomas Sankara est réprimée par l'armée française. 
La pièce se termine sur un survol de l'invention du marketing du chocolat en Suisse, en recourant à une imagerie basée non plus sur des africains souriant sur les boites de cacao, mais sur des images de montagne, de vaches, faisant du chocolat un produit suisse de qualité contribuant au roman national et occultant totalement que les fèves de cacao viennent de Côte d'Ivoire, et que l'utilisation de la main-d'œuvre enfantine n'y a jamais cessé, comme le témoigne le procès mené en 2001 à New York contre la multinationale américaine Cargill, dont  le siège est à Genève et qui est active dans le négoce des matières premières. Les fèves de cacao sont achetées aux prix du marché dans une situation de quasi-monopole de Cargill, et les producteurs de cacao ont à peine de quoi nourrir leurs familles.